# 赵志伟 (1954年)
赵志伟（1954年—），从事语文教育研究、中外语言教学理论研究，以及一线语文教学。曾任华东师范大学语文考试与评价研究所副所长、中文系副教授。

## 生平
插队落户在上海郊区七年，1977年恢复高考后考入上海师大中文系（当时为上海师范学院），后被分配到宝山存瑞中学教书。在中学教过八年语文。1988年入上海师大中文系读研究生，专攻语文教学学。获教育学硕士学位。1991年到上海教育学院中文系任教语文教育学。1998年被并入华东师大中文系。1997年被评为副教授。嗣后不再申报任何职称。
九十年代和黄玉峰、商友敬在《上海教师》杂志开“语文教学三人谈”系列文章。在上海语文教学界有比较大的影响，当时的《新民晚报》“五色长廊”专栏有专题介绍。
2014年1月退休，后又被华东师大中文系返聘三年，继续指导语文专业硕士研究生，现在仍然在指导华东师大教师发展学院语文专业硕士生导师。
曾开设的课程有《语文教学论》（本科）、《中外阅读写作教学比较研究》（高级教师进修班）、《中国古代语文教育史》、（硕士研究生）《中国现代语文教育发展》（硕士研究生）、《书法鉴赏和教学》（本科）。
发表论文100余篇。是上海《语文学习》杂志“开卷”栏目特约主持人；北京《中学语文教学》杂志，“文史杂谈”专栏作者，《语文建设》撰稿人；《福建教育》撰稿人、同时在《教师博览》《中文自修》等杂志发表文章。

## 主要著作
《中国十大书法家》（上海古籍出版社，1988年）
《观察与作文》（复旦大学出版社，1999年）
《书声琅琅——中国古人读书法》（上海人民出版社，2000年）
（即《讀書萬歲》，台湾實學社，2003年）
《幽默的中国人》（学林出版社，2001年）
《高中语文课程新探》（东北师大出版社，2004年）
《现代语文教育发展》（华东师大出版社，2012年）
《名家名作百八篇》（上海画报出版社，2004年）
《怎样写好高考作文》（与黄玉峰合著，复旦大学出版社，2001年）
《初中语文案例评点——新课程培训》（与方智范共任主编，高等教育出版社，2004年）
《旧文重读》（华东师大出版社，2007年）
《幽默妙言》（与姚子明合编，上海人民出版社，1995年）

## 参与编著
《新语文读本》（钱理群主编，广西教育版）
《中学语文教学研究》（王尚文主编，高教出版社）
《阿爸教读书》（商友敬主编，上海人民出版社）
《诗情画意》（黄玉峰主编）